# Nicholas Blincoe
Nicholas Blincoe, né en 1965 à Rochdale, dans le Grand Manchester, est un romancier et scénariste britannique de roman policier.

## Biographie
Il entre à l'École des beaux-arts de Manchester, puis à celle de Londres, avant d'entreprendre de brèves études à l'École polytechnique de l'université de Warwick et, dans le même établissement, un parcours prolongé en littérature et en philosophie. Il obtient un doctorat en philosophie en 1993, grâce à une thèse sur les rapports entre les sciences politiques et les théories économique, fondée en partie sur les écrits de Jacques Derrida. Il devient ensuite journaliste pour The Guardian, la BBC et sera chroniqueur pour le Daily Telegraph.  Il épouse la cinéaste palestinienne Leila Sansour (en) et milite pour les droits des Palestiniens. 
En 1995, il se lance dans le roman policier avec Acid Queen qui met en scène, non sans humour, un tueur à gages trans. Dans la même veine, Une simple question d'excédent de blé (1997) se déroule dans un restaurant du quartier londonien branché de Soho sur fond de musique techno. Perruques et Talons haut, qui traite de pédophilie, reçoit un Silver Dagger Award en 1998. Ville ceinte (1999), qui a pour cadre Jérusalem, utilise les ressorts d'un thriller humoristique pour dépeindre les affrontements quotidiens entre Juifs et Palestiniens.
En 2000, il publie un recueil de nouvelles en collaboration avec Matt Thorne (en) qui devient le manifeste du mouvement des New Puritans (en).
Depuis 2006, Nicholas Blincoe signe des scénarios, notamment deux épisodes de la série télévisée britannique Meurtres en sommeil.

## Œuvre

### Romans
- Acid Casuals (1995) Publié en français sous le titre Acid Queen, Paris, Gallimard, Série noire no 2523, 1998 ; réédition, Paris, Gallimard, Folio policier no 291, 2003
- Jello Salad (1997) Publié en français sous le titre Une simple question d'excédent de blé, Paris, Gallimard, Série noire no 2568, 2000
- Manchester Slingback (1998) Publié en français sous le titre Perruques et Talons hauts, Paris, Gallimard, Série noire no 2667, 2002
- The Dope Priest (1999) Publié en français sous le titre Ville ceinte, Paris, Gallimard, Série noire no 2726, 2004
- White Mice (2002)
- Burning Paris (2004)

### Nouvelles

#### Recueils de nouvelles
- My Mother Was a Bank Robber and Other Stories (1998)
- All Hail New Puritains (2000), en collaboration avec Matt Thorne, Alex Garland, Toby Litt, Geoff Dyer, Daren King, Simon Lewis et Scarlett Thomas. Publié en français sous le titre Les Nouveaux Puritains, Vauvert, Au diable Vauvert, 2001 ; réédition, Paris, Gallimard, Folio no 3850, 2003

#### Nouvelles isolées
- English Astronaut (1998)
- Cigarillo Man (2000)

### Scénarios
À la télévision
- 2006 : Cassidy's Mother, épisode 6, saison 1, de la série télévisée britannique Goldplated (en)
- 2007 : Principe inaliénable, 1re partie (Deux Ex Machina: Part 1), épisode 3, saison 6, de la série télévisée britannique Meurtres en sommeil (Waking the Dead)
- 2007 : Principe inaliénable, 2e partie (Deux Ex Machina: Part 2), épisode 4, saison 6, de la série télévisée britannique Meurtres en sommeil (Waking the Dead)

Au cinéma
- 2010 : Al Tareeq ila Bait Lahem, film documentaire de Leila Sansour
- 2012 : Eight Minutes Idle, film de Mark Simon Hewis, avec Antonia Thomas

## Prix
- Prix Silger Gagger 1998 pour Manchester Slingback[1]